# Solanum glaucescens
Solanum glaucescens (cuatomate) es una especie  de la familia de las solanáceas.
- Datos: Q17400695
- Especies: Solanum glaucescens